# Mission de formation de l'Union européenne au Mali
Pour les articles homonymes, voir EUTM.
La mission de formation de l'Union européenne au Mali (en anglais European Union Training Mission in Mali ou en abrégé EUTM Mali) est une opération de l'Union européenne décidée dans le cadre de la politique étrangère et de sécurité commune, approuvée par le Conseil de l'Union européenne en plusieurs étapes.

## Historique

### Contexte
En janvier 2012, le Mouvement national pour la libération de l'Azawad (MNLA) – un mouvement touareg  – lance une offensive contre plusieurs camps militaires au nord du Mali : les camps de Ménaka, Tessalit, Aghueloc, Anderamboukane et Tizawaten. À la suite de la révolution en Libye, ceux-ci bénéficient de nouveaux équipements militaires et souhaite obtenir l'indépendance de l'Azawad. À la suite des échecs des autorités maliennes pour mettre fin au conflit et reprendre le contrôle de la région, des militaires basés à Bamako font un coup d’État le 22 mars 2012, forçant le président en place, Amadou Toumani Touré, à partir.
Profitant de cette crise politique, le MNLA – ayant pris les villes de Kidal, Tombouctou et Gao – déclare l'indépendance de l'Azawad le 6 avril 2012. Cependant, très rapidement, le MNLA (laïc) doit faire face à une nouvelle menace, qui a profité de l'instabilité dans la région : le mouvement islamiste Ansar Dine, proche du mouvement pour l'unicité et le jihad en Afrique de l'Ouest et d'Al-Qaida au Maghreb islamique.

### Genèse et mandat
Le 10 décembre 2012, un « concept de gestion de crise » au Mali est approuvé par les ministres des affaires étrangères de l'UE qui concluent à la « nécessité d'avancer rapidement dans le processus de planification et de préparer une décision du Conseil instituant la mission ». Il est prévu de fournir 200 instructeurs pour une durée de 15 mois. Du « personnel d'appui et de protection des forces » sera aussi déployé. Les entraînements auront lieu au nord-est de Bamako. Le coût de la mission est de 12,3 millions d'euros.

### Non reconduite en 2024
En 2024, la mission n'a pas été reconduite.

## Fonctionnement

### Bases légales de la mission
La mission EUTM Mali a été adoptée sur la base de la résolution no 2071(2012) du Conseil de sécurité des Nations unies et des articles 42(4) et 43(2) du traité sur l'Union européenne. Sur la base de ces éléments, le Conseil a adopté la décision 2013/34/PESC créant la mission de formation au Mali.

### Objectifs de la mission
La mission a pour objectif de « fournir, dans le sud du Mali, des conseils en matière militaire et en ce qui concerne la formation aux forces armées maliennes opérant sous le contrôle des autorités civiles légitimes, afin de contribuer à rétablir leurs capacités militaires et de leur permettre de mener des opérations militaires visant à rétablir l’intégrité territoriale du Mali et à réduire la menace constituée par les groupes terroristes ». La décision exclut explicitement la participation des forces d'EUTM Mali aux opérations de combat.
Sa mission principale est donc de contribuer à l’amélioration des capacités des Forces Armées Malienne. Pour cela, la mission articule ses activités autour de 4 piliers :
- instruction des unités militaires maliennes ;

- conseils, à tous les niveaux, des Forces Armées Maliennes ;
- contribution à l’amélioration du système d’enseignement de la formation militaire, des établissements d’enseignement au niveau ministériel.
- conseils et formation au Quartier Général de la Force Conjointe de G5 Sahel.

Un autre objectif de la mission, est de soutenir le G5 Sahel, qui aspire à devenir une force majeure afin d'assurer la sécurité au Sahel. Cela passera par la consolidation et l’amélioration des capacités opérationnelles de sa Force Conjointe, en renforçant la coopération régionale pour faire face aux menaces communes à la sécurité, dont celle du terrorisme et à la traite illégale, dont celle des êtres humains.
La mission coordonne son action avec celles des Nations unies et de la Communauté économique des États de l'Afrique de l'Ouest.
La mission est, au départ, prévue pour durer 15 mois à compter du lancement de la mission. Celle-ci est lancée le 18 février 2013.

### Commandement de la mission
- Le premier commandant de mission est le général de brigade François Lecointre – anciennement à la 9e brigade d'infanterie de marine[11], nommé le 17 janvier 2013[12].
- Le 1er août 2013, il est remplacé par le général de brigade Bruno Guibert[13].
- Le 1er avril 2014, il est remplacé par le général Marc Rudkiewicz[14].
- Le 24 octobre 2014, il est remplacé par le général espagnol Alfonso Garcia-Vaquero Pradal[15]
- Le 28 juillet 2015, le général de brigade allemand Frantz Pfrengle prend le commandement de la mission
- Le 18 décembre 2015, il est remplacé par le général allemand Werner Albl, commandant la Brigade franco-allemande (BFA)
- Le 3 juillet 2016, le commandement est repris par le général de brigade Eric Harvent, précédemment commandant de la brigade médiane belge
- Le 19 décembre 2016, le commandement est repris par le général de brigade belge Peter Devogelaere
- Le 12 juillet 2017, le commandement est repris par le général de brigade belge Bart Laurent[16].
- Le 31 janvier 2018, le commandement est repris par le général de brigade espagnol Enrique Millan Martinez[17].
- Le 12 novembre 2018, le général de brigade allemand Peter Mirow prend le commandement.
- Le 4 juin 2019, le général de brigade autrichien Christian Habersatter, de la Bundesheer, prend le commandement d’EUTM Mali.
- Le 12 décembre 2019, le général de brigade portugais, João Boga Ribeiro, prend le commandement d’EUTM Mali.
- Le 16 juin 2020 le général de brigade tchèque František Ridzák prend le commandement d’EUTM Mali[18].
- Le janvier 2021, le général de brigade espagnol Fernando Luis Gracia Herreiz, prend le commandement d’EUTM Mali.
- Le juillet 2021, le général de brigade allemand Jochen Deuer, prend le commandement d’EUTM Mali.
- Le janvier 2022, le général de brigade autrichien Christian Riener, prend le commandement d’EUTM Mali[19].

## Site d'entraînement
La mission dispose de deux implantations : 
- le quartier général (MHQ) et l'Advisory Task Force (ATF) sont situés à Bamako.
- la Training Task Force (TTF) est basée à l'École militaire interarmes de Koulikoro.

## Chronologie
Le 17 janvier 2013, la mission est instituée, ce qui crée le fondement juridique de la mission, mais il est précisé que le lancement de la mission fera l'objet d'une décision ultérieure.
Les buts de la mission sont « la formation et l'entraînement de bataillons des forces armées maliennes, ainsi que d'unités d'appui tactique et de soutien logistique du combat, y compris en matière de droit humanitaire international, de protection des civils et de droits de l'homme ».
Selon le ministre de la Défense espagnol, Pedro Morenés, l'Espagne fournira 40 à 50 instructeurs militaires. La Roumanie a promis d'envoyer 10 militaires, la République tchèque, 50, et la  Bulgarie, 4. Le Portugal lui enverra sept militaires au Mali.
Dans le contexte de l'intervention militaire au Mali, des sources diplomatiques font état du démarrage effectif de l'EUTM Mali au début de février 2013.
Le général de brigade François Lecointre déclare à la presse le 22 janvier : « Ce qui est important, c’est de comprendre que même s’il y a une action urgente qui est conduite par la France et  la MISMA, l’Union européenne, même si elle accélère sa mise en place, travaille sur le moyen et le long termes ».
Le 8 février 2013, le premier détachement se pose à Bamako. Il est commandé par le colonel HELUIN (Fr), chef de la mission d'audit et de conseil (ALTF - Advise and Liaison Task Force). Le 18 février 2013, la mission est lancée et présentée à Bamako le 20 février. Plus de 500 militaires, dont 200 formateurs européens doivent arriver au Mali pour donner des cours aux militaires maliens à partir du 2 avril 2013, pour quinze mois. Quatre bataillons de 700 hommes seront formés.
Le 1er août 2013, le général français Bruno Guibert succède au général François Lecointre. On compte désormais 110 français sur les 426 militaires européens (19 nationalités différentes) affectés à l’EUTM Mali et répartis entre un état-major (24), un détachement d’instruction opérationnelle (193), une compagnie de protection de la force (160) et un hôpital Rôle 2 (49). La formation du deuxième bataillon malien, appelé « Helou » (« éléphant » en tamachek) débute le 9 juillet.
Le 8 janvier 2014 débute la formation, au camp de Koulikoro, du quatrième bataillon de GTIA.
Le 1er avril 2014, le général français Marc Rudkiewicz succède au général Bruno Guibert. Au cours de sa première année, la Mission européenne d’entraînement au Mali a assuré la formation de quatre groupements tactiques interarmes (GTIA) qui sont accompagnés sur le terrain par 5 détachements de liaison et d’assistance opérationnelle (DLAO) de la force Serval.
Le 24 octobre 2014, le général français Marc Rudkiewicz est remplacé par le général espagnol Alfonso Garcia-Vaquero Pradal. L’Espagne est le premier contributeur, avec environ 115 personnes, suivie par l’Allemagne (100 personnes), les Français ne représentant plus que 10 % des effectifs contre 60 % au départ.

## États membres participants
La mission regroupe 569 militaires européens de 27 nationalités différentes.
Environ 200 militaires participent à la formation et l'instruction de l'armée malienne. Près de 150 soldats sont chargés de la protection du personnel. Le reste, environ 150 hommes, assure les fonctions de commandement par la mise en place d'un état-major, organise la logistique militaire et s'occupe du soutien médical.
 (novembre 2017).
| États membres      | Contribution |
| ------------------ | ------------ |
| France             | 207          |
| Allemagne          | 71           |
| Espagne            | 54           |
| Royaume-Uni        | 40           |
| République tchèque | 34           |
| Belgique           | 25           |
| Pologne            | 20           |
| Italie             | 19           |
| Suède              | 14           |
| Finlande           | 12           |
| Hongrie            | 10           |
| Irlande            | 8            |
| Autriche           | 7            |
| Grèce              | 4            |
| Bulgarie           | 4            |
| Lettonie           | 2            |
| Slovénie           | 4            |
| Estonie            | 2            |
| Lituanie           | 2            |
| Portugal           | 1            |
| Roumanie           | 1            |
| Luxembourg         | 1            |

## Sources

## Compléments